# Панцер, Фелициан Феликс
Фелициан Феликс (Людовик Войцехович) Панцер (пол. Felicjan Feliks Pancer; 1798—1851) — офицер Русской императорской армии, инженер и педагог польского происхождения.

## Биография
Фелициан Феликс Панцер родился 28 мая 1798 года в Бодзехуве; происходил из дворян. Первое образование получил в Вонхоцком и Краковском училищах; в последнем кончил с отличием полный курс наук в 1815 году. Для продолжения образования поступил в Краковский университет, где изучал науки философского факультета. После двухлетних занятий, получив отличный университетский диплом в 1818 году, он определился на службу кондуктором в Инженерный Корпус бывшего польского войска.
В это время правительство поручило инженерам произвести съемку города Варшавы и ее окрестностей. Панцер, участвовавший в этой съемке, своей сметливостью, знанием дела и быстрым исполнением возложенных поручений, вскоре успел обратить на себя внимание начальства которое, оценивая эти труды и другие его технические занятия, произвело его в 1820 году в подпоручики. Одним из выдающихся проектов, составленных им в это время, представляется проект однопролётного железного моста через реку Вислу близ Варшавы. Подробности этого смелого проекта изложены в изданной значительно позже брошюре, написанной им на польском языке: «Новая система железных мостов значительного пролета» («Wiadomość о nowym rodzaju mostów żelaznych na wielką otwartość z zastosowaniem do rzeki Wisły pod Warszawą»; Варшава, 1830 год). Российский император Александр I после осмотра укреплений города Замостья пожаловал Панцера чином поручика, — и с тех пор с каждым годом росла его известность, как опытного и талантливого строителя.

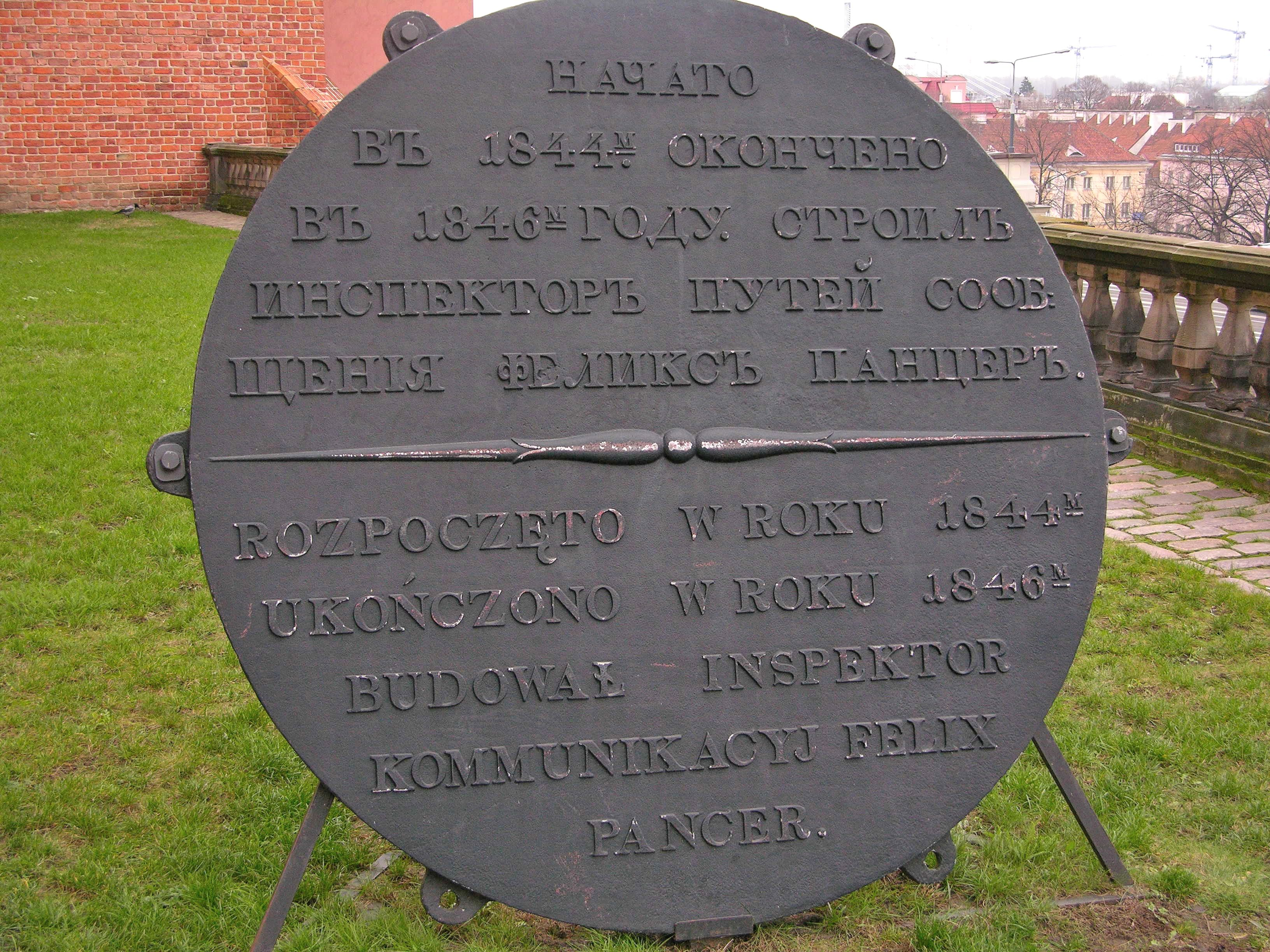
Плита на Замковой площади
Надпись гласит:
«Начато в 1844-м году. Окончено в 1846-м году. Строитель инспектор путей сообщения Феликс Панцер.»

В 1825 году ему было поручено было составить проект и произвести постройку деревянного моста с разводной частью для пропуска судов на pеке Нареве близ укрепления Новогеоргиевска. Успешное и весьма скорое окончание (в 1826 году) предпринятого сооружения стало возможным благодаря использованию приспособлений, изобретённых строителем (черпаков и всего механизма для водоотлива, механических копров, оказавшихся на практике весьма удобными и значительно облегчающими забивку свай).
После окончания названного сооружения он с 1 января 1827 года получил место профессора в Военном приготовительном училище и несколько лет читал в этом высшем учебном заведении курс путей сообщения и гидротехнических сооружений. Как профессор, он не только устно излагал свои мысли в ясной и удобопонятной форме, но и составил для своих слушателей прекрасные письменные руководства. За труды по училищу в 1829 году он получил орден Святой Анны 3 степени.
В 1830 году он оставил военную службу и тотчас же поступил в Правительственную комиссию финансов и казначейства, в которой по поручениям тогдашнего министра составил много проектов по части технических усовершенствований в подведомственных Комиссии горных заводах. В 1831 году, в декабре, за неимением соответственных занятий, он оставил занятия в Комиссии «с рекомендацией» — как сказано в формуляре — «тогдашнему временному правительству и Правительственной комиссии внутренних дел и полиции».
В мае 1832 года он поступил инженер-референтом или инженер-делопроизводителем в Правительственную комиссию внутренних дел и вскоре — в ноябре 1832 года был назначен членом Строительного Совета Царства Польского. Кроме весьма важных технических занятий в Строительном совете, он принял на себя обязанность читать лекции строительной механики на приготовительных курсах, открытых в то время при Комиссии внутренних дел для готовящихся к техническим занятиям. В 1838 году он был назначен исполняющим обязанности инспектора путей сообщения и был утвержден в этой должности в 1841 году.
В это время он построил деревянный мост на pеке Вепрже, близ крепости Ивангорода. Мост интересен по значительным размерам арки и по хорошо обдуманным деталям. В то время обыкновенные пролеты деревянных арок редко превышали 25 сажен, а вепржский мост состоит из одной арки пролетом в 36½ сажен. Местные обстоятельства, препятствовавшие значительному возвышению мостовой настилки, вынудили строителя избрать систему висячего моста, при которой было весьма затруднительно придать надлежащую устойчивость деревянным формам, но Панцер успешно преодолел эти трудности. Орден Святого Владимира 4 степени стал наградой талантливому строителю за этот проект.
При образовании в 1842 году Управления путей сообщения в Царстве Польском он был назначен его членом. В 1847 году он назначен был инспектором и членом Общего Присутствия Правления XIII (Варшавского) округа путей пообщения. За рассматриваемый период он произвел многочисленные работы: ему принадлежит сооружение мостов на Петербургском шоссе под Зегрже и Остроленкою; укрепление берегов Вислы от Варшавы до Новогеоргиевска и улучшение судоходства на этом пространстве тоже произведено при его участии; исполненными работами он положил предел разрушительному действию частых наводнений и упрочил весьма непостоянное русло pеки Вислы.

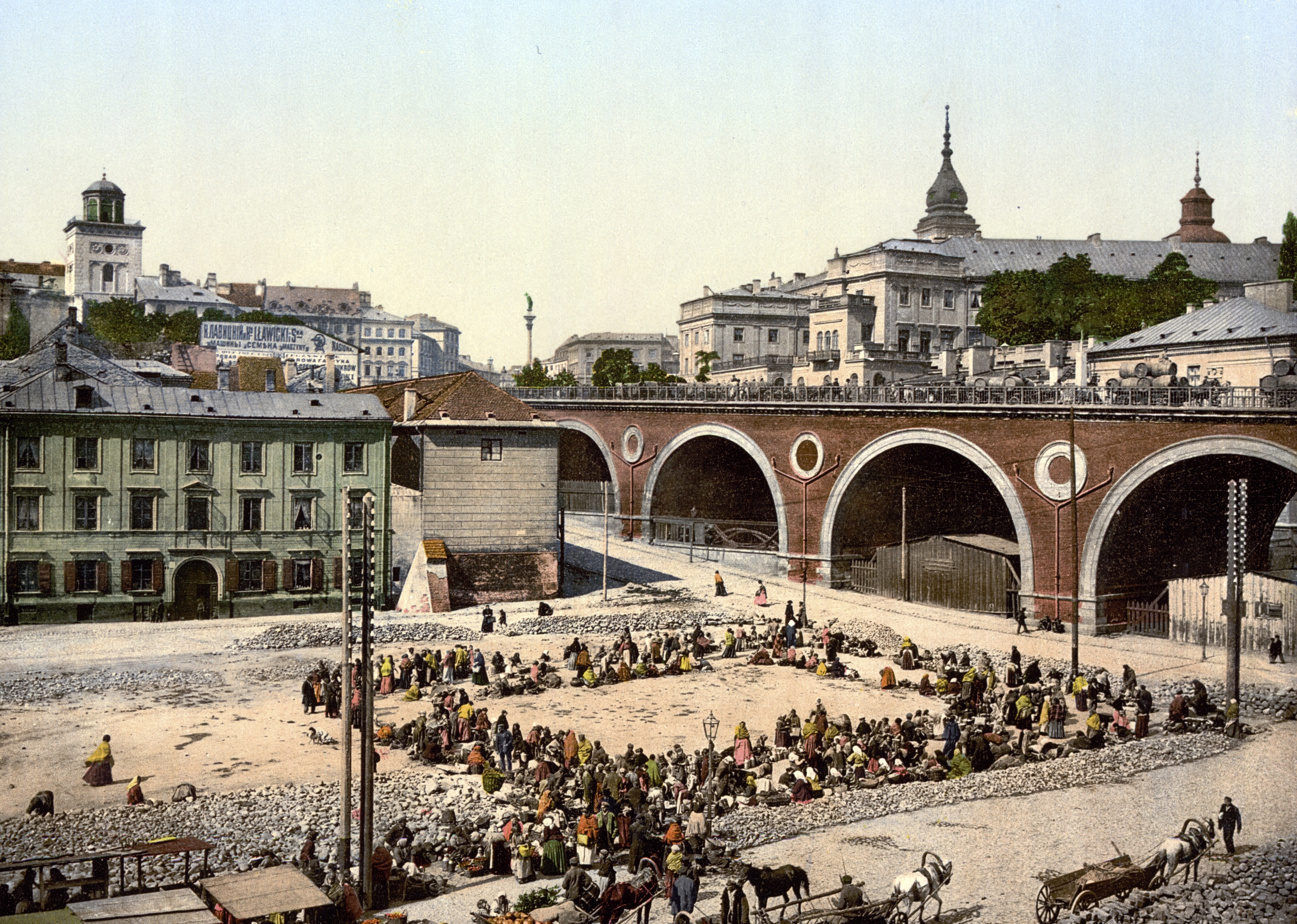
Эстакада Панцера
(ок. 1890—1905)

Самым выдающимся сооружением, воздвигнутым Панцером, представляется Варшавский виадук (эстакада) Панцера, который по своей громадности и смелости проекта стал прекрасным памятником выдающихся способностей и обширных сведений в строительном деле Панцера. Спуск находился в столице Польши, около Кирилловского замка, и вёл на воздвигнутый (в 1864 году) постоянный Александровский мост через реку Вислу. При своей же постройке спуск способствовал передвижению грузов с береговой части Вислы в центральную часть города. В состав спуска входит семь больших арок, из которых четыре открыты для проезда. Вторая, наибольшая часть спуска состоит из высокой земляной насыпи, ограниченной откосами в 45 градусов. В точке соприкосновения с арками насыпь возвышается на 65 футов. Варшавский спуск сооружен в 1846 году. За труды по производству этой работы строитель был награждён двухгодовым окладом жалованья (около 3000 российских рублей). Во время Второй мировой войны (в 1944 году, после восстания поляков) отступающие войска вермахта взорвали этот архитектурный памятник, как и Александровский мост.
В последующее время он составил проект снабжения водой города Варшавы и проект постоянного моста на pеке Висле под Варшавой; проекты были представлены на утверждение правительства, но осуществления не получили. Кроме того, он принимал участие в конкурсах, объявляемых за границей, в частности, составленный им проект Кельнского моста на Рейне, хотя и не был премирован, но показывает изобретательность автора.
Фелициан Феликс Панцер скончался 16 марта 1851 года в городе Варшаве.